# الأغلب بن سالم التميمي
أبو إبراهيم الأغلب بن سالم بن عقال السعدي التميمي أمير، وقائد عسكري، وسياسي، ورجل دولة من القادة الأبطال الشجعان، وهو جد ملوك الأغالبة الذين حكموا ليبيا وتونس والجزائر ومالطا وسردينيا وصقلية وجنوب إيطاليا وفرنسا بين عامي (184 هـ - 296 هـ)، كان من أبرز القادة في الدولة العباسية، وهو أحد نقباء بني العباس السبعين، ويُنسب إليه قتل الوالي أبو مسلم الخراساني، كان مع الوالي محمد بن الأشعث في مصر وإفريقية وساهم بشكل كبير في توطيد الحكم العباسي في شمال أفريقيا، ثم ولاه الخليفة أبو جعفر المنصور على بلاد إفريقية عام 148 هـ ، فحارب الخوارج وقتل عدد كبير منهم ، وأظهر شجاعة كبيره ثم قتل بسهمٍ في أحد المعارك عام 150 هـ ودفن في القيروان وسُمي بالشهيد.

## نسبه
هو الأغلب ابن سالم بن عقال بن خفاجة بن عباد بن عبد الله بن محمد بن سعد بن حرام بن سعد بن مالك بن سعد بن زيد مناة بن تميم السعدي التميمي يُكنى بأبي إبراهيم.

## مشاركته في الثورة العباسية
وكان الأغلب بن سالم بن عقال التميمي من أركان حرب الثورة العباسية مع أبي مسلم الخراساني وحين توجه إلى العراق قحطبة بن شبيب الطائي بأمر من أبي سلمة الخلال كان أغلب معهم فخرج والي العراق في حربٍ معهم وهو يزيد بن عمر بن هبيرة الفزاري حتى استطاعوا هزيمته في معركة حصار واسط ثم اشترك على آخر معاركه في قصره وكان الأغلب بن سالم معهم ومعه خازم بن خزيمة التميمي وقُتل يزيد بن هبيرة الفزاري.

## مشاركته مع محمد بن الأشعث الخزاعي والي المغرب العربي

### معركة تاورغا
وصار محمد بن الأشعث الخزاعي بأمر من أبي جعفر المنصور وكان من ضمن قادة أركان حربه الأغلب بن سالم التميمي والمخارق بن غفار الطائي لحرب الخوارج لإباضية بقيادة أبي الخطاب عبد الأعلى الخارجي الذين احتلوا القيروان والتقى الجمعان في تاورغا غربي مصراته انتهت بانتصار جيش الخلافة بقيادة محمد بن الأشعث انتصارا ساحقا على الخوارج الإباضية وقتل قائدهم أبو الخطاب الخارجي وتفرق جنده منهزمين.

### هزيمة أبوي هريرة الزناتي
وبعد هزيمة الخوارج بمعركة تاورغا ظنَّ محمد بن الأشعث أن أمر الخوارج قد انتهى بهزيمتهم ولكن قرب سرت ظهر غبار جيش جديد وإذا به أبو هريرة الزناتي بستة عشر ألفًا من الخوارج البربر الإباضية جاؤوا لنجدة أبي الخطاب الخارجي ولكن متأخرين فكّر عليه محمد بن الأشعث ومن معه من القادة الشجعان أمثال الأغلب بن سلم التميمي وانتهت المعركة بهزيمة ساحقة مدوية للخوارج وتفرق من نجا مهزمين.

### يقضي على ثورة هاشم بن شاجح
ثورة هاشم بن شاجح:
وثار على محمد بن الأشعث أحد قادته اسمه هاشم بن الشاحج وانضم إليه كثيرا من الجند فأرسل إليه جيشا فانتصر هاشم فأرسل إليه ابن الاشعث جيشا آخر فانتصر على هاشم فهرب هاشم إلى المغرب الأوسط بتاهرت.

### معركة تهودة
أرسل إليه محمد بن الأشعث الخزاعي والي الزاب القائد المقدام الأغلب بن سالم التميمي بجيش قوي تحرك به من الزاب لملاقاة هاشم بن شاجح فعلم بذلك هاشم فخرج بكثير من البربر الخوارج وكذلك من الجند الناقمين على بن الأشعث.

### هزيمة هاشم بن شاجح
وضرب عسكرها في انتظار جيش الأغلب بن سالم والتقى الجمعان في معركة حامية الوطيس ثبت الأغلب بن سالم في منازلة جيش الثائرين بقيادة هاشم بن شاجح وبعد جهد وعناء انتهت المعركة بانتصار الأغلب بن سالم وهزيمة نكراء لهاشم بن شاجح وتفرق أتباعه الثائرين مهزمين.

### مقتل هاشم بن شاجح
أما مصير هاشم بن شاجح فقد ولّى الأدبار هربا إلى طرابلس حيث قُتل هناك بتدبير من أبي جعفر المنصور كما جاء في بن الأثير ((وقدم رسول من المنصور إلى هشام يلومه على مفارقة الطاعة........ فقال له لرسول: فإن كنت على الطاعة فمد عنقك. فضربه بالسيف فقتله سنة سبع وأربعين في صفر وبذل الأمان لأصحاب هاشم جميعهم فعادوا.)) 

## والي المغرب العربي
وبعد خروج محمد بن الاشعث الخزاعي القائد المغوار بعد ثورة عيسى بن موسى الخراساني ومن معه من جند القيروان المضرية عين ابوجعفر المنصور الاغلب بن سالم بن عقال التميمي واليا للمغرب العربي بعد ثلاثة أشهر من رحيله من القيروان إلى إلى بغداد لماراى منها من كفاءة وشجاعة واقدام وراجحة عقل وكان عهد جديد للمغرب العربي وكان ذلك في اخر خلافة أبو جعفر المنصور الخليفة العباسي سنة 148هـ.

### هروب الجبان ابي قرة المغيلي
جاءت الاخبار إلى والي المغرب العربي ان ابي قرة المغيلي بعد رحيل القائد الكبير محمد بن الاشعث الخزاعي قد نفسه خليفة وتسمى بأمير المؤمنيين في تلمسان عند اذ كان على الوالي الجديد وضع حد ابي قرة المغيلي فتحرك بجيشا قويا من القيروان واتجه صوب تلمسان وعندما علم ابي قرة المغيلي دخل الرعب والخوف قلبه وقلب اصحابه وولى الادبار هربا فرا مذموما مدحورا مخذولا جبانا وكان بي هذا قد بعد معركة بقدورة التي قتل بها ابويوسف الهواري رطريف بن مالك موسى وأبو خالد خاف ان يقتل واشترك في معركة الاصنام وفر هربا بعد هزيمتها وكذلك معركة القرن وكذلك معركة تلمسان وقتل الصقر بن أيوب الخارجي وكذلك معركة تلمسان الثانية.

### ثورة الحسن بن حرب الكندي
حين خرج الاغلب بن سالم التميمي لحرب ابي قرة المغيلي الجبان الذي فر هربا انتهز ذلك الحسن بن حرب الكندي والي تونس كاتب جميع القواد فدخل القيروان وقام بحبس نائب الاغلب وتكتيفه وهو سالم بن سوادة التميمي فبلغ ذلك الاغلب بن سالم فشار عليه أهل الراي ان يسير إلى قابس حتى يكثر مويده ففعل ذلك الاغلب

### يهزم الحسن بن حرب الكندي
وخرج الاغلب بن سالم التميمي بجيشا كبيرا من انصاره من قابس والتقى جيش الحسن وجيش الاغلب وحصل قتالا شديد ا بين الطرفين ونتصر الاغلب بن سالم وقتل الكثير من جند الحسن بن حرب الكندي وفر هربا إلى تونس ودخل الاغلب القيروان ويقول بن الاثير ((وبلغ الأغلب الخبر فعاد مجداً..... وسار إلى الحسن بن حرب فاقتتلوا قتالاً شديداً، فانهزم الحسن وقتل من أصحابه جمع كثير، ومضى الحسن إلى تونس في جمادى الآخرة سنة خمسين ومائة، ودخل الأغلب القيروان ))

### معركة باب اصرم
الا ان الحسن بن حرب الكندي بعد هزيمته جمع الكثير من اصحابه وقرر مهاجمة والقضاء على فقد كان يريد ولاية المغرب لنفسه الاغلب بن سالم التميمي فبلغ ذلك الاغلب بن سالم فخرج بجيشا كبيرا لملاقاة الحسن الكندي ومعه من القادة الشجعان المخارق بن غفار الطائي وسالم سوادة التميمي.

### شجاعة الاغلب في معركة باب اصرم
والتقى الجمعان ثم برز الاغلب بن سالم التميمي بين الطرفين كالليث الضاري فقال هذه الحماسية:
أغدو إلى الله بأمر يرضاه... لا خير في......
إن يهوني الموت فإني أهواه... كل أمرى يلق يوما...
ثم شد الاغلب بن سالم التميمي هو اصحابه حتى هزموا ميمنة الحسن بن حرب الكندي والزالهم عن مواقعهم
وأنصرف إلى موقفه وهو يقول:
أضْرب فِي الْقَوْم ومثلي يضْرب... فَإِن يكن حَربًا فَإِنِّي الْأَغْلَب)
(لَا أجزع الْيَوْم وَلَا أكذب...)
ثم حمل الاغلب بن سالم التميمي بكل شجاعة على الميسرة فهزمهم اشد من هزيمتهم في الميمنة وَهُوَ يَقُول
(لم يبْق إِلَّا الْقلب أَو أَمُوت... إِن تحم لي الْحَرْب فقد حميت)
(وَإِن توليت فَمَا بقيت) .

## مقتل الاغلب بن سالم
ثم حمل الاغلب بن سالم التميمي وهو يقتال بكل شجاعة على قلب جيش الحسن بن حرب الكندي فصابه سهم غادر فسقط قتيل في الحال ويقو بن الابار ((ثم حمل على القلب فلم يثن حده حتى قتل بسهم رمى به وذلك في شعبان سنة خمس ومائة)) ثم بعد انتهاء المعركة قام المخارق بغسل وتكفين الاغلب بن سالم وسموها الشهيد ويقول بن الاثير ((ودفن الأغلب وسمي الشهيد، وكانت هذه الوقعة في شعبان سنة خمسين ومائة))

### ثائر الاغلب بن سالم
ثم حمل شجعان جيش الاغلب بن سالم التميمي في مقدمتهم المخارق بن غفار الطائي وسالم بن سوادة التميمي على ميمنة حتى هزموهم هزيمة نكار ا وقتل الحسن بن حرب الكندي ويقول بن الابار ((فولوا منهزمين وركبهم سالم بن سوادة والمخارق بن غفار الطائي بالسيف فقتل من أصحاب الحسن مقتلة عظيمة وأتبع هو فقتل بتونس. ويقال إنه أتوا به مقتولا إلى القيروان فصلبه المخارق يوم السبت آخر يوم من شعبان سنة خمسين ومائة))
وقد كانت له مكانة سامية فقال أبو جعفر المنصور لما بلغه مقتله ((إن سيفي بالمغرب قد أنقطع فإن دفع الله عن المغرب بريح دولتنا وإلا فلا مغرب))

### وقال الحكم بن ثابت السعدي من ولد سلامة بن جندل يرثى الأغلب
(لقد أفسد الْمَوْت الْحَيَاة بأغلب... غَدَاة غَدا للْمَوْت فِي الْحَرْب معلما)
(تبدت لَهُ أم المنايا فأقصدت... فَتى حِين يلقى الْمَوْت فِي الْحَرْب صمما)
(أَخا غزوات مَا تزَال جياده... تصبح عَنهُ غَارة حَيْثُ يمما)
(أَتَتْهُ المنايا فِي القنا فاختر مِنْهُ... وغادرنه فِي ملتقى الْخَيل مُسلما)
(كَأَن على أثوابه من دمائه... عبيطاً وبالخدين والنحر عِنْدَمَا)
(فَبَاتَ شَهِيدا نَالَ أكْرم ميتَة... وَلم يبغ عمرا أَن يطول ويسقما)
وبذلك انتهت حياة هذا القائد البطل المقدام الشجاع من كبار قادة المغرب العربي في في بعد مسيرة حافلة بعطاء والنجاح وفارسنا كبيرا من فرسان العرب في الشجاعة والاقدام وكان من ثمراته دولة الاغالبة العربية التي عرفة باسمه فيما بعد والتي اسسها ابنه إبراهيم بن الاغلب بن سالم التميمي والتي استمرات هذه الدولة الشهيرة 109سنة ابتداء من إبراهيم بن الاغلب إلى اخر امراء بني الاغلب وهوزيادة الله الثالث الذي عرف بي زيادة الله بن عبد الله الثالث من احفاد هذا البطل.